# Откровење (збирка песама)
Откровење је збирка песама књижевника Растка Петровића, први пут објављена 15. децембра 1922. године (издавач Светислав Б. Цвијановић) у четиристо нумерисаних примерака. Носи поднаслов: „Стихови и проза са насловним листом и ликом пишчевим од Мила Милуновића и с осталим дрворезима од Растка Петровића и Александра Дерока”. Данас се сматра се једним од врхунских домета нашег авангардног песништва, иако је у време када је изашла из штампе дочекана с подсмехом и многим оспоравањима.
Збирку чини 12 песама и прозни текст манифестног карактера под називом „Пробуђена свест: Јуда”. У њој се мотиви свакодневице модерног, урбаног града оптерећеног ратом преплићу са мотивима из старословенске и хришћанске митологије. Посебно место у збирци има телесност, и изнад свега сексуалност као корен тајне рођења. Петровић, за разлику од својих претходника, не пева првенствено о смрти, већ напротив – о младости и тајанственом настанку живота, о пренаталном стању ембриона, доносећи тако тематске новине у српску поезију.
Лирски субјекат ове збирке је у непрекидном процесу преображаја. Он је, у савременом временском току, заправо песник, што потврђују и посебно истичу рубне песме „Пустолов у кавезу” и „Ово о једном песнику”. Тако збирка постаје аутопоетичка прича о поезији и песнику. Међутим, у потрази за сопственим идентитетом, лирски субјект лута простором и временом (историјским и преисторијским), идентификујући се са увек новим самоодређењима: Сунцем (соларни мит, света свадба сунца и зоре), старим Словеном (митолошки слој), Исусом и Јудом (новозаветни слој). Тако унутар лирског субјекта настаје читав космос, он обухвата и читаву историју човечанства, од постанка човека до апокалипсе. Једини чврст ослонац у самодефинисању је свест о сопственој телесности. Дакле, песник је свестан да је „Ја” конструкт, „Петровић га обликује као колебљиву свест чији персонализовани идентитети уествују у узбудљивој драми скривања и (раз)откривања, али су сами празне кошуљице, образине, конструкти, које покрећу вешти прсти једног вишег, свеобухватног Ја-тела”.
Лирски сиже одвија се током једне природне (не календарске) године, почиње у пролеће, а завршава се у зиму. Такав временски оквир омогућује увођење соларног мита (мита о смрти и поновном рађању сунца) и с њим повезаног цикличног времена у збирку. Њен простор пак обједињује небо (космос), земљу и гроб. „Основну драматику збирке чини распетост лирског субјекта између сопствене тежње ка космичким пространствима (...) и извесности његовог пада у гроб (...)” Или, речима песника : „Човек је непрегледности животиња, то јест звер чије су чељусти разјапљене према бескрајности.” Лирски јунаци збирке (војник-коњаник, трудна глумица, младић-песник) нису у сукобу међу собом, већ у песмама пратимо сукобе у који се одвијају у њима самима. Песнички говор се депоетизује комбиновањем старих поетских формула из народног стваралаштва и свакодневног језика, прозаизама, ономатопеја и узвика.
Специфичан однос према хришћанству, распетост између вере и неверице и потреба да се превреднују неки од основних постулата хришћанства такође карактеришу ову збирку. Лирски субјекат је час Христ, час његов издајник Јуда, а час један од верних апостола. Такође, песник се пита да ли се Бог може славити телом, а не само духом, јер је Христово тело постало основ завета између Бога и људи у светој тајни причешћа. Смелост Растка Петровића да промишља ове теме уједно је и авангардна провокација и храбар лични чин, али и упитаност модерног човека који се, после учења једног Ничеа или Фројда, суочава са смрћу Бога и расулом свих дотад неупитних вредности.